# Avenue Prestes Maia
L'avenue Prestes Maia est l'une des voies les plus importantes de São Paulo, au Brésil. 

## Situation et accès
Elle est située dans la région centrale de la ville et sert de liaison avec les autres artères principales de la ville. Elle fait partie du corridor Nord-Sud.
Se trouvant dans une zone financière et commerciale de la ville, l'avenue souffre de beaucoup de congestion, surtout aux heures de pointe.
L'avenue continue sur l'avenue Tiradentes, dans la région de Bom Retiro, qui de là rejoint la Marginal Tietê.

## Origine du nom
La voie tire son nom de Prestes Maia (pt) (1896–1965), un ingénieur civil, architecte, urbaniste et homme politique brésilien.

## Historique
Le premier siège de l'Institut Dona Ana Rosa, qui fut le premier établissement d'enseignement privé de São Paulo, était situé à la Chacara du Baron Souza Queiroz, qui serait aujourd'hui là où l'avenue Prestes Maia croise la Senador Queiroz.